# Fallout 3
Fallout 3 – fabularna gra akcji z otwartym światem, stworzona przez Bethesda Game Studios i stanowiąca trzecią główną odsłonę serii Fallout. Jest zarazem pierwszą częścią stworzoną przez Bethesdę po wykupieniu praw do marki od jej poprzedniego właściciela, Interplay Entertainment. Światowa premiera gry na platformy Microsoft Windows, PlayStation 3 i Xbox 360 odbyła się w październiku 2008 roku.

## Świat gry
Akcja Fallout 3 rozgrywa się w roku 2277 na terenie zrujnowanego miasta Waszyngton, nazywanego przez mieszkańców Stołecznymi Pustkowiami, jak również w Północnej Wirginii i Maryland. W grze pojawia się wiele powojennych odpowiedników charakterystycznych dla tych miejsc obiektów, takich jak Biały Dom, Jefferson Memorial, Mauzoleum Abrahama Lincolna, Cmentarz Narodowy w Arlington czy Pomnik Waszyngtona. Na Pustkowiach istnieje wiele małych osad zamieszkiwanych przez potomków ocalałych z mającej miejsce w 2077 roku wielkiej wojny. Osady takie są zróżnicowane – przykładowo jedna powstała wokół niewypału bomby atomowej, inna w kadłubie wraku lotniskowca, a inne zamieszkiwane są wyłącznie przez ghule. Podczas gdy możliwa jest eksploracja samych miasteczek, większość wnętrz jest niedostępna, zasypana przez sterty gruzu. Zagruzowana jest również część dróg prowadzących do miejscowości, wobec czego do takich miejsc dostać można się poprzez pozostałości tuneli metra, luźno inspirowanych waszyngtońskim metrem.
Na Stołecznych Pustkowiach działają dwie główne frakcje – Enklawa i Bractwo Stali, różniące się od swoich odpowiedników na zachodzie kraju. Chociaż stołeczna Enklawa ma podobne cele co w innych krajach, Bractwo Stali stara się pomagać mieszkańcom. Doprowadziło to do tego, że część członków porzuciła Bractwo i stała się wyrzutkami, kontynuującymi pierwotny cel organizacji – odzyskiwanie wysoko zaawansowanych technologii. Wśród innych grup znajdują się m.in. Świątynia Unii, byli niewolnicy, którzy starają się zainspirować innych do walki o wolność poprzez odbudowanie Mauzoleum Lincolna, pożywiająca się ludzką krwią Rodzina czy zamieszkiwana wyłącznie przez dzieci Latarenka.

### Fabuła

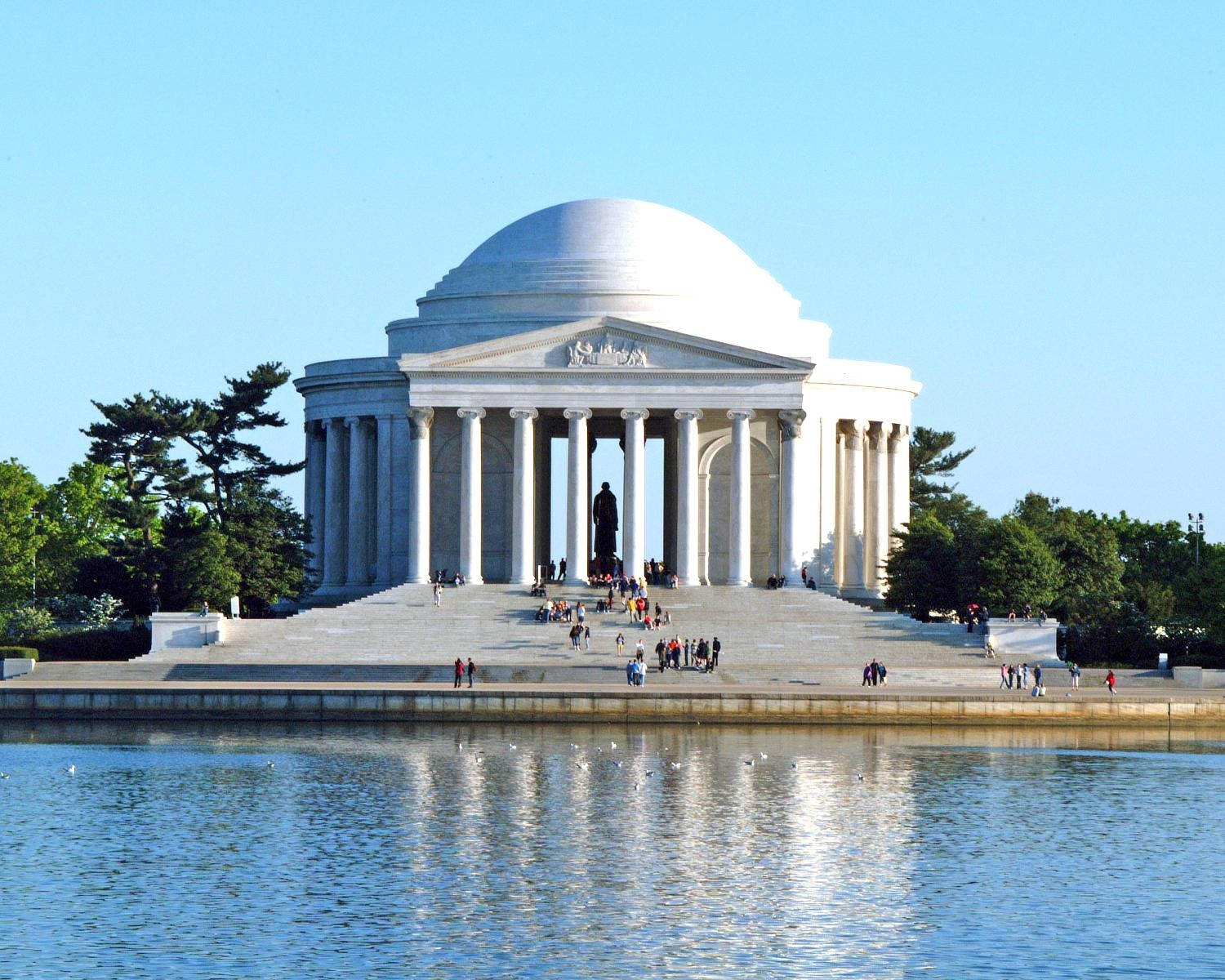
Jefferson Memorial, siedziba projektu „Oczyszczenie”.

Samotny Wędrowiec, jak nazwali grywalną postać mieszkańcy Pustkowi, opuszcza Kryptę 101 w poszukiwaniu swojego ojca. Dociera do miasta Rivet City, gdzie od doktor Li, dawnej współpracowniczki ojca, dowiaduje się o projekcie „Oczyszczenie” – ogromnej instalacji, której zadaniem ma być oczyszczenie wody w ujściu Potomaku. Dzięki temu możliwym ma się stać dostarczenie czystej wody mieszkańcom Pustkowi.
Po zbadaniu laboratorium projektu, zbudowanego w Jefferson Memorial, gracz udaje się do Krypty 112 i uwalnia swojego ojca z wirtualnej rzeczywistości, w której był uwięziony przez zdeprawowanego nadzorcę, Stanisława Brauna. Wędrowiec wraz z ojcem wracają do Rivet City, gdzie razem z doktor Li omawiają możliwość wykorzystania urządzenia G.E.C.K. (Generator Ekosystemu Cudownej Krainy) do uruchomienia projektu „Oczyszczenie”. W momencie uruchamiania urządzeń, pojawiają się żołnierze Enklawy, chcący przejąć instalację i wykorzystać ją do własnych celów. James, ojciec głównego bohatera, poświęca się, zabijając kilku żołnierzy, umożliwiając swojemu dziecku ucieczkę. Wędrowiec razem z kilkoma naukowcami i dr Li ucieka do cytadeli Bractwa Stali, znajdującej się w ruinach Pentagonu. Tam otrzymuje zadanie odnalezienia G.E.C.K. Z danych Bractwa wynika, że może znajdować się on w Krypcie 87. Po odzyskaniu urządzenia Wędrowiec ponownie zostaje napadnięty przez Enklawę i wzięty do niewoli.
Wędrowiec zostaje przesłuchany przez pułkownika Augustusa Autumna, a następnie wezwany do gabinetu prezydenta Edena. Autumn, wbrew woli prezydenta, atakuje bohatera, który wywalcza sobie drogę do biura Edena. Okazuje się on być superkomputerem, któremu oddano dowództwo nad siłami Enklawy na Wschodnim Wybrzeżu Stanów Zjednoczonych. Prezydent przekazuje Wędrowcowi fiolkę ze zmodyfikowanym wirusem FEV mającym na celu uśmiercenie wszelkich zmutowanych form życia, które się z nim zetkną. Po ucieczce z bazy Enklawy postać wraca do Cytadeli, gdzie otrzymuje ostatnie zadanie – odbicie projektu „Oczyszczenie” z rąk Enklawy. W czasie walk dochodzi do uszkodzenia części urządzeń, wobec czego doktor Li nalega na natychmiastowe uruchomienie instalacji, która w przeciwnym razie eksploduje. Jedynym sposobem na osiągnięcie celu jest poświęcenie osoby, która uruchomi systemy. Gracz ma możliwość wyboru, czy poświęcić siebie, czy córkę dowódcy Bractwa – Sarę Lyons.
Po zainstalowaniu dodatku Broken Steel gracz może poprosić o to towarzysza – supermutanta Fawkesa, ghula Charona albo robota Sierżanta RL-3, jeśli któryś z nich jest obecny w drużynie. Wszyscy oni są odporni na promieniowanie, dlatego nie giną podczas wykonywania zadania.

## Rozgrywka
W przeciwieństwie do poprzednich gier serii, Fallout 3 przedstawia wydarzenia z perspektywy pierwszej osoby, jak we wcześniejszych grach stworzonych przez Bethesdę, z możliwością zmiany kamery na perspektywę trzecioosobową „znad ramienia” w dowolnym momencie. Chociaż zachowano wiele elementów ze wcześniejszych gier, takich jak chociażby system SPECJAŁ i wrogów, z jakimi przyjdzie zmierzyć się postaci, to całkowicie zmieniono system walki, jak również wprowadzono nowe, nieznane wcześniej w serii rozwiązania.

### Tworzenie postaci i SPECJAŁ
Grywalna postać tworzona jest podczas rozgrywania prologu, na który składają się wycinki z jej dzieciństwa – od momentu narodzin, po wejście w dorosłość. Podczas prologu tłumaczone są również podstawy gry, takie jak poruszanie się, korzystanie z interfejsu, walka, interakcje z bohaterami niezależnymi i korzystanie z przenośnego komputera Pip-Boy 3000. Podczas tworzenia postaci początkowo określana jest jej płeć, rasa i wygląd, a następnie konieczne jest rozdysponowanie punktów w systemie SPECJAŁ. Wpływa on na poziom podstawowych atrybutów grywalnej postaci – siłę, percepcję, wytrzymałość, charyzmę, inteligencję, zwinność i szczęście. Pod koniec prologu, w momencie rozwiązywania testu KOZA, oznaczającego wejście w dorosłość, możliwe jest znaczne rozwinięcie trzech wybranych umiejętności. W momencie opuszczenia Krypty 101, co jest równoznaczne z ukończeniem prologu i samouczka, istnieje możliwość zmodyfikowania wyglądu postaci oraz ponownego rozdysponowania atrybutów i umiejętności.
W miarę postępów w grze, postać zdobywa punkty doświadczenia (PD) za wykonywanie różnego rodzaju czynności, takich jak kończenie zadań czy zabijanie przeciwników. Po osiągnięciu odpowiedniej liczby PD postać awansuje na kolejny poziom doświadczenia, co pozwala na przydzielenie dodatkowych punktów na różne umiejętności – albo ulepszenie już rozwijanych, albo rozwinięcie kolejnych. Przykładowo rozwinięcie umiejętności otwierania zamków pozwala łatwiej otwierać zamknięte drzwi i pojemniki z łupem, a zainwestowanie w medycynę zwiększa ilość zdrowia odzyskiwaną przy korzystaniu ze stimpaków. Co dwa poziomy doświadczenia możliwe jest wybranie profitu, jeszcze bardziej poprawiającego umiejętności postaci, np. zwiększającego jej udźwig, pozwalającego znajdować więcej amunicji itd. W celu odblokowania wielu profitów konieczne jest spełnienie określonych wymagań, żeby można było je odblokować, takie jak chociażby posiadanie odpowiedniego poziomu danej umiejętności. Umiejętności dodatkowo ulepszać można poprzez znajdowanie poświęconych im książek oraz figurek – po odnalezieniu takowej, dana umiejętność zostaje na stałe zwiększona.
Ważnym współczynnikiem w grze jest karma, odzwierciedlająca decyzje i działania podejmowane przez Wędrowca na przestrzeni całej gry. Działania pozytywne, takie jak np. oswobadzanie porwanych i pomaganie innym, zapewnia dobrą karmę, zaś działania negatywne, takie jak kradzież czy zabijanie pozytywnych postaci, zapewnia złą karmę. Każde działanie zapewnia inną ilość dobrej lub złej karmy, przykładowo włamanie przy użyciu wytrycha daje mniej negatywnych punktów, niż zabicie kogoś dobrego. Karma znacząco wpływa na postrzeganie gracza przez postacie niezależne, mając wpływ na to, jak się do niej odnoszą czy jak ją postrzegają. Niektóre umiejętności odblokować można wyłącznie mając odpowiedni poziom dobrej lub złej karmy, która wpływa również na zakończenie gry. Relacje Wędrowca ze stronnictwami obecnymi na Stołecznych Pustkowiach są jednak niezależne od karmy; podczas gdy w jednej osadzie może być on znienawidzony, w innej będzie uwielbiany – w zależności od podjętych działań, które miały wpływ na życie osadników.

### Zdrowie i wyposażenie

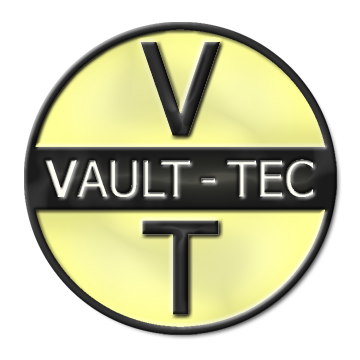
Logo firmy Vault-Tec

Żywotność postaci podzielona jest na dwa typy: punkty wytrzymałości (PW) i kończyny. Punkty życia określają ogólne zdrowie Wędrowca i postaci niezależnych (przyjaznych, neutralnych oraz wrogich) i maleją wraz z zadawanymi obrażeniami – od walki, aktywowania pułapek czy upadku z wysokości. Dodatkowo ciało podzielone jest na kilka „stref”, z których każdą opisuje osobny wskaźnik wytrzymałości – ręce, nogi, głowę i tors. Niektórzy wrogowie, jak chociażby roboty, mają dodatkowe części ciała podatne na obrażenia. Kończyny mogą tracić wytrzymałość w taki sam sposób jak zdrowie, a kiedy stają się okaleczone, występują negatywne efekty, takie jak np. rozmycie obrazu, kiedy uszkodzona zostanie głowa, czy zmniejszenie prędkości poruszania się po okaleczeniu nóg. Zarówno punkty wytrzymałości ogólnej, jak i kończyn, odnawiać można poprzez stosowanie środków medycznych, takich jak stimpaki, oraz spanie czy odwiedzenie lekarza. PW dodatkowo odnawiają się częściowo poprzez spożywanie jedzenia, picie wody lub napojów niealkoholowych. Postać wystawiona może być również na efekty negatywnie oddziałujące na zdrowie, takie jak choroba popromienna czy głód narkotykowy bądź alkoholowy. Drugi z wymienionych efektów pojawia się, kiedy postać uzależni się od używek, a w celu złagodzenia głodu musi wyleczyć uzależnienie lub spożyć kolejną dawkę. Na chorobę popromienną bohater naraża się, kiedy przechodzi przez obszary o wysokim stężeniu promieniowania lub kiedy spożywa skażone pożywienie i wodę, zawierające niewielkie dawni promieniowania. Obydwa te efekty mogą wpłynąć na obniżenie atrybutów w systemie SPECJAŁ, a wyleczyć można je u lekarzy. Chorobę popromienną można obniżać poprzez zażywanie antyradu. Dawki promieniowania otrzymywane przez postać można obniżać, spożywając określone środki, takie jak chociażby rad-X.
Wszystkie bronie i elementy ubioru znajdowane na Pustkowiach zużywają się z czasem, a w konsekwencji stają się mniej efektywne. Przykładowo zużyta broń palna może zadawać mniej obrażeń albo zaciąć się podczas przeładowywania, z kolei ubiór staje się mniej wytrzymały, wpływając na zwiększenie obrażeń, jakie otrzymuje postać. Kiedy przedmiot zniszczy się, nie można go więcej używać. W celu niedopuszczenia do takiej sytuacji, konieczna jest konserwacja przedmiotów, jednak jej skuteczność uzależniona jest od poziomu odpowiedniej umiejętności, jaką ma postać. Dodatkowo, naprawianie przedmiotów wiąże się z wydatkami – im lepszy przedmiot, tym więcej kosztuje ich naprawa. Inną metodą jest znalezienie drugiego takiego samego lub podobnego przedmiotu i rozebranie go na części wymienne, jednak i w tym przypadku powodzenie jest zależne od poziomu umiejętności naprawy.
Poza bronią znajdowaną na Pustkowiach, postać może w pracowniach tworzyć własną, o ile ma niezbędne schematy, materiały i odpowiedni profit. Bronie stworzone własnoręcznie z reguły są lepsze od swoich znajdowanych odpowiedników. Każdy schemat występuje w trzech kopiach, które można odnaleźć, a posiadanie dodatkowych polepsza stan lub liczbę przedmiotów, które można wyprodukować przy stanowiskach rusznikarskich. Im wyższa umiejętność naprawy, tym lepszy początkowy stan wytworzonej broni. Schematy broni można znajdować podczas eksploracji gry, nabywać u handlarzy lub otrzymać w ramach nagrody za wykonane zadania.

### VATS
VATS, System Wspomaganego Celowania Vault-Tec, to nowy element wprowadzony przez Bethesdę do serii w Falloucie 3, odgrywający ważną rolę w systemie walki. Twórcy opisali go jako hybrydę aktywnej pauzy i walki w czasie rzeczywistym – podczas używania VATS czas zostaje znacząco spowolniony, a akcja pokazywana jest z różnych ujęć kamery w stylu efektu bullet time. Do korzystania z systemu niezbędne są punkty akcji (PA), których zużycie zależne jest od rodzaju broni, z jakiej korzysta postać, co ogranicza możliwe do wykonania przez nią akcje w turze. W trybie VATS możliwe jest przełączanie się pomiędzy wieloma przeciwnikami, jak również wycelowanie w konkretne części ich ciał, żeby zwiększyć obrażenia. Gracz może np. wycelować w głowę, co może doprowadzić do szybkiego zabicia przeciwnika, w nogi, żeby go okaleczyć i spowolnić, lub w rękę, w której trzyma broń, żeby go rozbroić. Niektórzy wrogowie mogą wpaść w berserkerski szał po trafieniu ich w określoną część ciała. Szansa na trafienie, wyrażana w procentach, zależy przede wszystkim od używanej przez postać broni i odległości od celu. Postać na wyższym poziomie z reguły ma większą szansę na trafienie. Korzystanie z systemu VATS wiąże się jednak z pewnymi ograniczeniami: celowanie sterowane jest przez komputer, a gracz nie ma możliwości poruszania postacią, żeby uniknąć ataku. Dodatkowo, bronie dystansowe pozwalają na celowanie w poszczególne kończyny, podczas gdy broń biała jedynie w cały cel.

### Towarzysze
Podczas przemierzania Pustkowi, grywalnej postaci mogą towarzyszyć postacie niezależne wspomagające ją w walce. Zdobycie towarzyszy zależne jest od sposobu, w jaki gracz wykonuje zadania i przemierza świat gry, możliwe jest niezdobycie żadnego towarzysza. Wędrowcowi towarzyszyć może tylko jedna postać – jeżeli chce podróżować z kimś innym, musi odesłać aktualnego towarzysza (albo dobrowolnie, albo zmusić go do odejścia) lub doprowadzić do jego śmierci. Jedynym towarzyszem, którego towarzystwo pozwala na dołączenie kolejnego, jest pies Ochłap. Podobnie jak inni towarzysze, Ochłap może zginąć, jednak wraz z dodatkiem Broken Steel wprowadzono profit pozwalający „zwerbować” innego psa.

## Produkcja

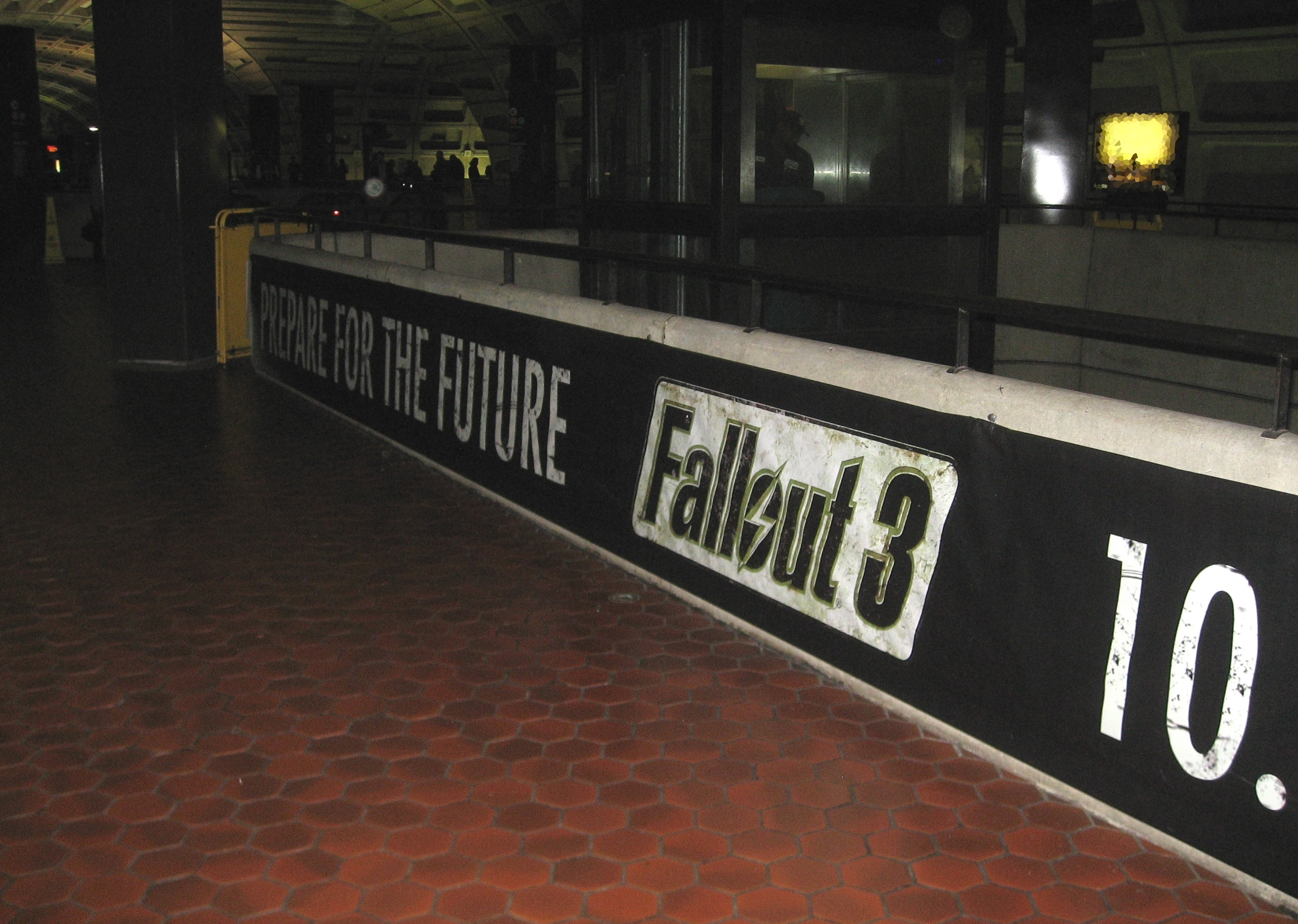
Kampania promocyjna Fallout 3 na stacji Metro Center w Waszyngtonie.

### Interplay Entertainment
Gra początkowo tworzona była przez będące własnością Interplay Entertainment Black Isle Studios, autorów dwóch pierwszych odsłon, pod tytułem roboczym Van Buren. Interplay jednak zbankrutował, a Black Iles Studio zostało zamknięte, zanim zdążyło ukończyć projekt. Prawa do stworzenia Fallout 3 zostały sprzedane za 1,175,000 dolarów Bethesdzie Softworks, znanej przede wszystkim z serii gier The Elder Scrolls. Nowy deweloper zdecydował się nie wykorzystywać kodu Van Buren ani żadnych materiałów stworzonych przez Black Iles, tworząc całą grę od podstaw. W maju 2007 roku opublikowano grywalne demo technologiczne skasowanego projektu.
Leonard Boyarsky, dyrektor artystyczny oryginalnych Falloutów, zapytany o sprzedaż praw do gry Bethesdzie, odpowiedział, że był bardzo zawiedziony tym, że jego zespół nie otrzymał szansy na stworzenie kolejnej odsłony. Dodał, że nie ma nic przeciwko nowemu deweloperowi, Black Isle uważało jednak Fallout za swoje „własne dziecko”, które sprzedano temu, kto da za nie więcej, a oryginalni autorzy mogli się jedynie temu biernie przyglądać.

### Bethesda Softworks
Bethesda Softworks zaczęła wstępne prace nad Falloutem 3 w lipcu 2004 roku, jednak prace na pełną skalę ruszyły dopiero po zakończeniu gry The Elder Scrolls IV: Oblivion i dodatków do niej. Studio postanowiło stworzyć produkcję podobną do dwóch poprzednich odsłon serii, skupiając się na nieliniowej rozgrywce, historii i elementach czarnej komedii. Bethesda zdecydowała się również na stworzenie gry przeznaczonej tylko dla dorosłych, umieszczając w niej przemoc, nieodpowiednie dla młodszych graczy treści i zachować charakterystyczne dla serii zdeprawowanie. Zdecydowano się również zrezygnować z autoironicznych żartów obecnych w poprzednich częściach, co miało sprawić, że świat Fallout 3 będzie bardziej realistyczny. Gra wykorzystuje ten sen sam silnik Gamebryo, co Oblivion, opracowany przez zespół odpowiedzialny za grę.
W lutym 2007 roku Bethesda ogłosiła, że prace nad grą trwają, jednak bardziej szczegółowe informacje na jej temat oraz wersje demonstracyjne zostaną ogłoszone w następnych miesiącach. Niedługo po tym, jak Pete Hines ogłosił, że Fallout 3 będzie grą multiplatformową, magazyn „Game Informer” zapowiedział jej wydanie na platformy Microsoft Windows, PlayStation 3 i Xbox 360. Zgodnie z wypowiedziami reżysera, Todda Howarda, pierwotnym założeniem było odtworzenie całego Waszyngtonu, ostatecznie jednak oddano tylko jego połowę. Przyczyną był fakt, że zaimplementowanie pełnego miasta okazało się zbyt skomplikowane i znacząco przedłużyłoby proces produkcyjny.
21 marca 2008 roku, w wywiadzie dla podcastu „Official Xbox Magazine”, Howard wyjawił, że pod względem rozmachu gra niemal dorównuje Oblivionowi. Początkowo stworzono co najmniej dwanaście wersji finałowej sceny, jednak z czasem rozrosła się ona do ponad dwustu możliwych kombinacji, zależnych całkowicie od decyzji podejmowanych przez gracza na przestrzeni całej gry. Podczas targów Electronic Entertainment Expo w 2008 roku Bethesda zaprezentowała grę. Pierwszy pokaz grywalnej wersji, przeprowadzony przez Howarda, miał miejsce w śródmieściu Waszyngtonu. Demo prezentowało różne uzbrojenie, w tym między innymi grubasa – wyrzutnię minibomb atomowych – system VATS, funkcjonowanie pip-boya 3000 oraz walkę. Demo zakończyło się w momencie, kiedy gracz dotarłszy w pobliże Pentagonu, siedziby Bractwa Stali, został zaatakowany przez patrol Enklawy.
Howard potwierdził, że poza niewolnictwem i kanibalizmem, w grze pojawi się również krwawa przemoc, w tym m.in. możliwość okaleczania przeciwników poprzez pozbawianie ich kończyn. Inspiracją do stworzenia tak brutalnych scen był „tryb zderzeniowy” z serii gier wyścigowych Burnout. Obserwując go, twórcy postanowili stworzyć filmiki, w których przedstawiane będą ciała, które zostały okaleczone w wyniku ran postrzałowych czy pobicia.
Bethesda zezwoliła napisać trzon scenariusza gry Emilowi  Pagliarulowi, byłemu scenarzyście Looking Glass Studios, który wcześniej pracował częściowo również przy scenariuszu Oblivion. Napisał wprowadzenie do gry, którego narratorem został Ron Perlman, a następnie czerpał inspiracje ze wprowadzeń dwóch wcześniejszych Falloutów, które uważał za niezwykle istotne dla historii, jaką chce przekazać w trzeciej części. Głównym wzorem do naśladowania dla Pagliarula był pierwszy Fallout, charakteryzujący się jego zdaniem miał bardziej specyficzną syntezę dialogów niż bardziej złożony scenariusz Chrisa Avellone’a do Fallout 2.

### Udźwiękowienie
Ścieżka dźwiękowa do gry skomponowana została przez Inona Zura, który sam jednak uważa, że nie był jej jedynym autorem. Według jego wypowiedzi, jest odpowiedzialny wyłącznie za 50%, ponieważ wielką pomoc okazali mu reżyser Todd Howard i projektant dźwięku Mark Lambert. Dodał również, że tworząc muzykę, starał się oddać to, co gracz postrzega zmysłowo, a nie to, co widzi na ekranie, dzięki czemu dostarcza ona graczowi więcej informacji o środowisku, w którym aktualnie się znajduje. Większość ścieżki dźwiękowej skomponowana została głównie przy użyciu samplera.
W angielskim dubbingu do gry udział wzięli m.in. Liam Neeson jako James, Ron Perlman jako narrator, Malcolm McDowell jako prezydent Eden i Odette Yustman jako Amata Almodovar. W polskiej wersji, opracowanej wyłącznie na potrzeby podstawowej wersji gry, udział wzięło osiemdziesięciu aktorów, w tym m.in. Krzysztof Kolberger jako prezydent Eden i Krzysztof Skiba jako Three Dog.
Ścieżka dźwiękowa Fallout 3, podobnie jak do części wcześniejszych, kontynuuje konwencję umieszczania w grze sentymentalnych amerykańskich utworów bigbandowych z lat 40. XX wieku. W grze wykorzystano utwory m.in. The Ink Spots, The Andrews Sisters, Roya Browna, Billie Holiday, Billy’ego Munna, Cole’a Portera i Boba Crosby’ego.

## Marketing i dystrybucja

### Zwiastuny

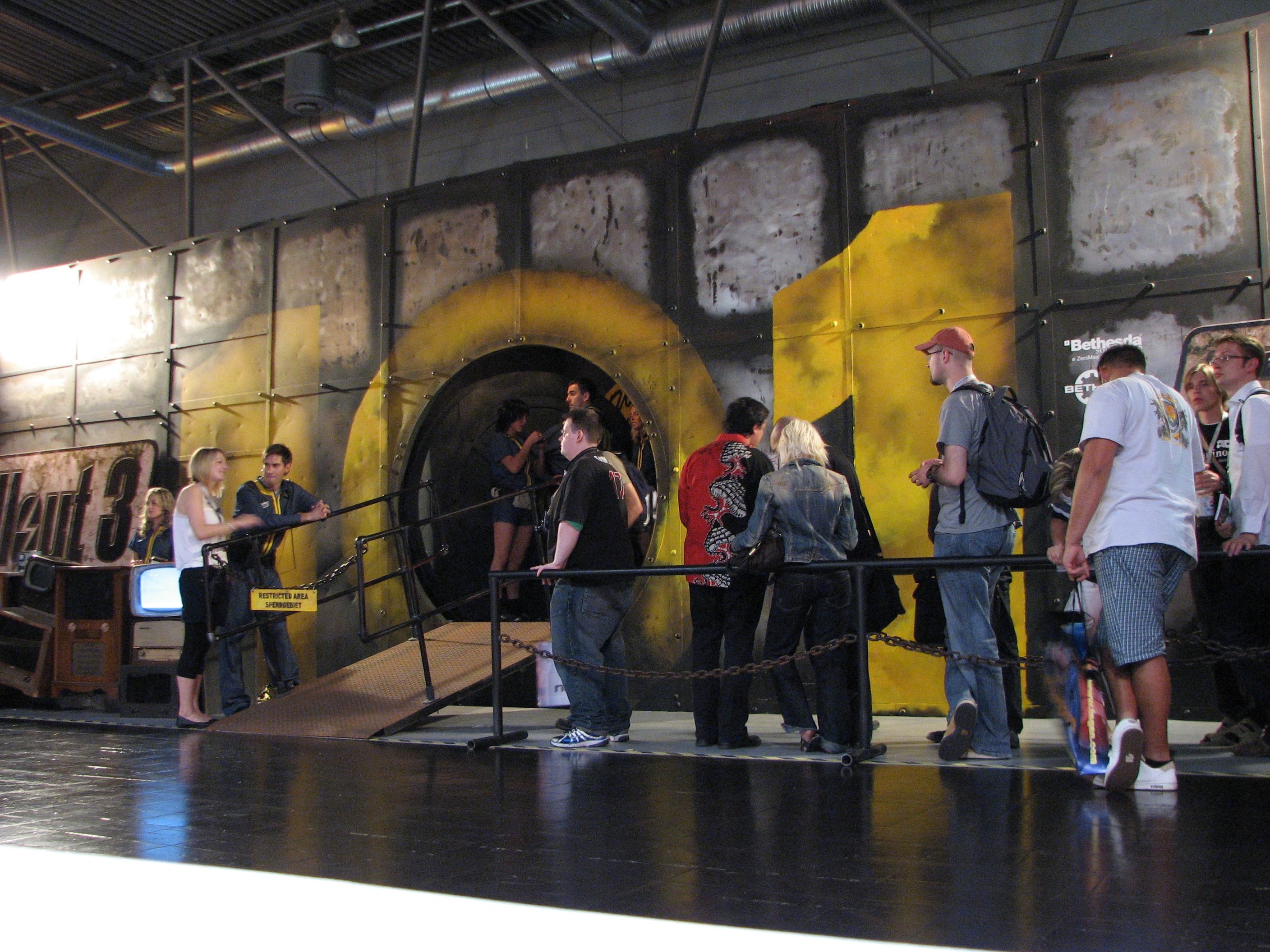
Wejście do krypty 101 na Games Convention w 2008 roku

Strona z zapowiedzią Fallouta 3 pojawiła się w Internecie 2 maja 2007 roku. Zawierała ona muzykę i grafiki koncepcyjne z gry, jak również licznik odmierzający czas do dnia 5 czerwca. W późniejszym czasie twórcy potwierdzili, że grafiki koncepcyjne, opracowane jeszcze przed premierą Oblivion, nie ujawniają niczego z właściwej gry. 5 czerwca na stronie zamieszczony został pierwszy zwiastun Fallout 3 oraz ogłoszona została data premiery – jesień 2008 roku.
Wraz ze zwiastunem, opublikowane zostały również materiały prasowe wskazujące na to, że w projekt zaangażowany jest Ron Perlman. Tłem muzycznym dla zwiastuna była piosenka zespołu The Ink Spots song „I Don’t Want to Set the World on Fire”, którą Black Iles Studios pierwotnie zamierzało wykorzystać w pierwszym Falloucie. Zwiastun, opracowany w całości na podstawie materiałów z gry, kończył się narracją Rona Perlmana, wypowiadającego ikoniczne dla serii słowa: „Wojna. Woja nigdy się nie zmienia”. Materiał przedstawiał zdewastowany Waszyngton, w tym m.in. częściowo zniszczony Pomnik Waszyngtona.
Drugi zwiastun opublikowany został 12 czerwca 2008 roku podczas GameTrailers TV E3. Zaczynał się on ujęciem na zburzony dom na przedmieściach Waszyngtonu, a następnie kamera oddalała się i przedstawiała panoramę stolicy Stanów Zjednoczonych, w tym m.in. widoczny w oddali zdewastowany budynek Kapitolu i Pomnik Waszyngtona. Dwa dni później opublikowana została rozszerzona wersja zapowiedzi, zawierająca dodatkowo reklamę Vault-Tec i fragmenty rozgrywki. Tłem muzycznym dla obu wersji zwiastuna był utwór „Dear Hearts and Gentle People” zespołu Bob Crosby and the Bobcats.

### Festiwal filmowy
W ramach promocji gry, Bethesda przy współpracy z organizacją Cinematheque i miesięcznikiem „Geek Monthly” zorganizowała wydarzenie „A Post-Apocalyptic Film Festival Presented by Fallout 3”. W dniach 22–23 sierpnia 2008 roku w Aero Theater w Santa Monica wyświetlono sześć filmów o tematyce postapokaliptycznej, przedstawiających życie i wydarzenia po katastrofach, które na zawsze odmieniły świat: Wizards Ralpha Bakshiego, Drogę przez piekło, Chłopca i jego psa, Ostatniego człowieka na Ziemi, Człowieka Omegę i 12 małp.

### Wersje gry
Gra sprzedawana była w kilku różnych wersjach. Standardowa zawierała wyłącznie dysk z grą i instrukcję, podczas gdy w wersjach limitowanych znajdowały się różne materiały dodatkowe, takie jak np. materiały zza kulis, figurka Vault Boya, pudełko śniadaniowe Vault-Tec, figurka pancerza wspomaganego Bractwa Stali i model pip-boya 3000. W październiku 2009 roku wydana została Fallout 3: Game of the Year Edition, zawierająca podstawową wersję gry wraz ze wszystkimi pięcioma dodatkami. Gra sprzedawana była również w ramach pakietu z Oblivionem.

### Zawartość do pobrania

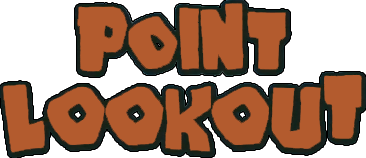
Logo dodatku Point Lookout

Podczas targów E3 w 2008 roku Todd Howard potwierdził, że gra doczeka się dodatków w wersjach na komputery osobiste i Xboksa 360. Łącznie ukazało się pięć rozszerzeń:
- Operacja Anchorage – postać bierze udział w symulacji bitwy o Anchorage, która rozegrała się przed wielką wojną, a w której wojskom amerykańskim udało się uwolnić Alaskę spod okupacji Chińczyków.
- Dzióra[50] – akcja przenosi się do Pittsburgha, gdzie Wędrowiec zostaje wplątany w konflikt pomiędzy bandytami a niewolnikami.
- Broken Steel – dodatek zmienia oryginalne zakończenie gry, pozwalając Wędrowcowi wysłać do aktywowania projektu „Oczyszczenie” supermutanta Fawkesa lub ghula Charona. Jego właściwa akcja rozpoczyna się dwa tygodnie później, kiedy Wędrowiec zostaje przyjęty do Bractwa Stali i otrzymuje zadanie pozbycia się niedobitków Enklawy ze Stołecznych Pustkowi.
- Point Lookout – akcja przenosi się do parku stanowego Point Lookout w stanie Maryland, opanowanego przez mieszkańców dziwnego plemienia.
- Statek kosmiczny Zeta – Wędrowiec zostaje porwany przez obcą rasę Zetan i otrzymuje możliwość zwiedzenia ich statku.

Pierwotnie nie zapowiedziano dodatków na PlayStation 3. Chociaż Bethesda nie podała oficjalnego wyjaśnienia, analityk Colin Sebastian z Lazard Capital Markets spekulował, że jest to wynikiem umowy, jaką Bethesda zawarła z Microsoftem, będącym głównym konkurentem Sony na rynku konsolowym. Todd Howard zapytany o to, czy dodatki pojawią się na PlayStation 3, odpowiedział: „Nie tym razem”. Tym niemniej w maju 2009 roku ogłoszono, że wszystkie one pojawią się na konsoli Sony, a ostatecznie ukazały się one na przełomie września i października. W Polsce dodatki wydane zostały w marcu 2010 roku w ramach dwóch pakietów: jeden zawierający Dziórę i Operację Anchorage, a drugi Point Lookout i Broken Steel. Statek kosmiczny Zeta, wraz z pozostałymi czterema, udostępniony został dopiero w ramach Game of the Year Edition.
W grudniu 2008 roku na stronie internetowej Fallout 3 udostępniony został GECK (Garden of Eden Creation Kit) – przeznaczone na komputery osobiste oficjalne narzędzie pozwalające na tworzenie modyfikacji do gry.

## Odbiór
Fallout 3 spotkał się z pozytywnym przyjęciem ze strony krytyków branżowych. Demian Linn z serwisu 1up.com chwalił rozgrywkę w otwartym świecie i elastyczny system rozwoju postaci. Podczas gdy system VATS opisał jako „rozrywkowy”, jego zdaniem starcia z przeciwnikami cierpiały ze względu na brak precyzji podczas walk w czasie rzeczywistym, jak również ze względu na niewielkie zróżnicowanie wrogów. Recenzja podsumowana została stwierdzeniem, że Fallout 3 to „niezwykle ambitna gra, a takie nie pojawiają się zbyt często”. Erik Brudvig z IGN chwalił „minimalistyczny” projekt dźwięku, zauważając, że gracz może znaleźć się na jałowym pustkowiu otoczony jedynie zwiędłymi drzewami i odgłosami wiatru, dzięki czemu „Fallout 3 udowadnia, że mniej może znaczyć więcej”. W recenzji stwierdzono również, że „niezwykła doza realizmu” połączona z „niekończącymi się permutacjami rozmów” pozwoliła na stworzenie „jednego z najbardziej prawdziwych interaktywnych doświadczeń tej generacji”. Mike Fahey z Kotaku zauważył, że chociaż muzyka skomponowana przez Inona Zura „wypełniona jest epicką boskością, prawdziwymi gwiazdami ścieżki dźwiękowej Fallout 3 są stare piosenki z lat 40.” Will Tuttle z serwisu GameSpy pochwalił grę za „wciągającą historię, nienaganną prezentację i setki godzin uzależniającej rozgrywki”.
Tim Cain, reżyser Fallout i Fallout 2, chwalił oprawę artystyczną gry i przywiązanie jej twórców do detali, nie spodobało mu się jednak to, że zakończenie nie było skonstruowane wokół działań i decyzji podjętych przez gracza. Skrytykował również „recykling” wątków z dwóch poprzednich gier, takich jak supermutanci i Enklawa, stwierdzając, że gdyby to jego firma – Troika Games – nabyła prawa do serii, stworzyłby całkowicie nową opowieść osadzoną na Wschodnim Wybrzeżu Stanów Zjednoczonych.  Chris Avellone, główny scenarzysta Fallout 2, stwierdził, że gra oferuje wystarczająco dużo opcji i narzędzi, żeby zapewnić mu dobrą rozrywkę bez względu na to, przed jakimi wyzwaniami został postawiony. Chwalił immersję świata przedstawionego, udane kontynuowanie dziedzictwa dwóch poprzednich odsłon i zadowalający otwarty świat, skrytykował jednak sposób, w jakie napisano niektóre postacie oraz pewne wybory związane z balansem umiejętności głównego bohatera.
Z największą krytyką spotkała się strona techniczna Fallouta. Gra zawierała wiele błędów fizyki obiektów, często zawieszała się, a niektóre błędy psuły zadania albo nawet uniemożliwiały dokonywanie postępów. Kolejnym częstym zarzutem wobec oprawy była kiepska sztuczna inteligencja postaci oraz ich sztywność, jak również zakończenie. W recenzji magazynu „Edge” stwierdzono, że gra powiela pewne błędy z Oblivion. Recenzent stwierdził, że chociaż spodobała mu się główna oś fabularna, to jednak „scenariusz nie jest tak spójny jak pomysły, na których go zbudowano”, zaś „voice acting jest jeszcze mniej rzetelny”.

### Sprzedaż
W trakcie pierwszego tygodnia od wydania, Fallout 3 przebił sprzedaż poprzednich gier z serii razem wziętych, o 57% przebijając również sprzedaż Oblivion w 2006 roku. Do końca 2008 roku do sklepów dostarczono ponad 4,7 mln sztuk gry. Według danych NPD Group, do stycznia 2009 roku sprzedano 1,14 mln sztuk na Xboksa 360 i 552 tys. na PlayStation 3. Wersja na konsolę Microsoftu była 14. najlepiej sprzedającą się grą grudnia 2008 roku w Stanach Zjednoczonych, a wersja na konsolę Sony – 8. najlepiej sprzedającą się grą w analogicznym okresie.
W roku 2009 Fallout 3 był jedną z najchętniej granych gier w usłudze Xbox Live, a w usłudze Games for Windows – Live w latach 2009, 2011 i 2012. W czerwcu 2016 roku, po zapowiedzeniu podczas targów Electronic Entertainment Expo Fallout 4, sprzedaż trzeciej części wzrosła o 1000%. W listopadzie 2015 roku firma Electronic Entertainment Design and Research oszacowała, że na całym świecie sprzedano łącznie około 12,4 mln egzemplarzy gry.

### Problemy techniczne wersji PlayStation 3
Niedługo przed premierą gry, serwis IGN opublikował jej recenzję, w której wspominał o wielu błędach na konsoli PlayStation 3. W grze znajdował się m.in. błąd, który powodował jej zatrzymanie i rozmazanie obrazu, kiedy ktoś ze znajomych zalogował się do PlayStation Network. Niedługo później recenzja została przeedytowana i usunięto z niej wszelkie wzmianki o problemach gry na konsoli Sony, co wywołało oburzenie wśród społeczności PlayStation. Serwis Digital Chumps and Spawn Kill przy okazji recenzowania wersji Game of the Year potwierdził, że większość błędów pozostała nienaprawiona, wskutek czego gra sporadycznie się zawiesza, cierpi na problemy z animacjami i skryptami, jak również inne błędy, które wymuszają ponowne jej rozpoczynanie. Również IGN wspomniał o błędach z oryginalnego wydania, recenzując Game of the Year pisząc, że jest to „fantastyczna gra”, ostrzegając jednak graczy: „miejcie świadomość, że możecie doświadczyć różnych zwiechów i błędów”.

### Kontrowersje w społeczności fanowskiej
Wielu fanów serii Fallout było niezadowolonych z kierunku, w jakim poszła ona po przejęciu jej przez Bethesdę Softworks. Znani ze wsparcia dla wcześniejszych dwóch odsłon, skoncentrowali się wokół jednej z najstarszych stron fanowskich poświęconych serii, No Mutants Allowed, krytykując odejście od fabuł oryginałów, ich mechaniki i miejsca akcji. Krytykowano m.in. takie elementy jak jedzenie, które nie zepsuło się przez dwieście lat, drewniane chatki, które przetrwały wybuch nuklearny czy wszechobecność supermutantów już na samym początku gry. Skrytykowano również jakość scenariusza, poziom jego prawdopodobieństwa, przejście na formułę gry akcji z perspektywy pierwszej osoby oraz sposób, w jaki świat gry reaguje na poczynania gracza. W odpowiedzi, Jim Sterling z portalu Destructoid nazwał grupy takie jak No Mutants Allowed „samolubnymi” i „aroganckimi”, twierdząc, że również nowa grupa odbiorców zasługuje na zagranie w grę z serii Fallout, a gdyby marka zatrzymała się na tym, jak wyglądała w 1997 roku, nigdy nie stworzono by kolejnych jej odsłon. Luke Winkie z serwisu Kotaku stwierdził, że jest to kwestia posiadania praw autorskich, wobec czego zatwardziali fani oryginalnych gier doświadczyli, jak ich ulubione gry zostają zamienione w coś innego.

### Nagrody
Fallout 3 zdobył kilkadziesiąt nagród branżowych, również dla najlepszej gry roku, w tym m.in. Game Developers Choice Award (również za najlepszy scenariusz) i Golden Joystick Award (najlepsza gra roku oraz najlepsza gra roku na komputery osobiste). Tytuł gry roku przyznały jej także serwisy IGN, GamesRadar, GameSpy, UGO Networks, GameTrailers czy GameSpot, jak również czasopisma „Official Xbox Magazine” czy „GamePro”.
Pod koniec 2009 roku serwis IGN umieścił Fallout 3 na liście najlepszych gier dekady, jako najlepszą grę 2008 roku. W tym samym roku serwis G4tv umieścił ją na 75. miejscu listy stu najlepszych gier wszech czasów, zaś IGN w 2016 na 10. miejscu najlepszych gier fabularnych wszech czasów.
W 2012 roku Fallout 3 stał się częścią wystawy The Art of Video Games zorganizowanej przez Smithsonian American Art Museum and the Renwick Gallery. W listopadzie 2015 roku produkcja znalazła się w pierwszej transzy gier wstecznie kompatybilnych z Xboksem One.

## Cenzura

### Australia
4 lipca 2008 roku Australian Classification Board odmówiła przyznania gry kategorii wiekowej, co automatycznie sprawiło, że jej dystrybuowanie lub nabywanie stało się w Australii nielegalne. W celu przyznania jej oceny, Bethesda musiała usunąć niewłaściwe elementy i ponownie przedstawić grę do oceny. Według raportu ACB, Fallout 3 odmówiono przyznania klasyfikacji ze względu na „realistyczne graficzne przedstawienie narkotyków i sposobów ich zażywania, zrównując fantastycznonaukowe narkotyki z prawdziwymi”.
7 sierpnia 2008 roku zmodyfikowana wersja otrzymała od ACB klasyfikację wiekową MA 15+, oznaczającą, że jest ona nieodpowiednia dla osób poniżej 15. roku życia, które mogą się z nią zapoznać wyłącznie w towarzystwie rodzica lub pełnoletniego opiekuna. Według kolejnego raportu organizacji, narkotyki nie zostały całkowicie wyeliminowane z gry, usunięto jednak animację przedstawiającą zażywanie prawdziwych środków odurzających. Mniejszość członków komisji stwierdziła, że sama obecność w grze narkotyków powinna klasyfikować ją do odrzucenia. W późniejszym czasie Bethesda wyjawiła w wywiadzie dla brytyjskiego magazynu „Edge”, że na całym świecie wydana zostanie tylko jedna wersja Fallout 3, z której usunięte zostaną odniesienia do prawdziwych narkotyków. Później uściślono, że chodzi wyłącznie o morfinę, która w grze co prawda pozostała, jednak jej nazwę zmieniono na „med-X”.

### Indie
22 października 2008 roku Microsoft zapowiedział, że gra nie ukaże się w Indiach na Xboksie 360, powołując się na różnice kulturowe i religijne. W oświadczeniu firma zapewniła, że stara się dostarczać indyjskim graczom najlepsze gry w tym samym czasie, co w pozostałych częściach świata, jednak ze względu na różnice kulturowe podjęła decyzję o niedystrybuowaniu tam Fallout 3. Chociaż nie podano oficjalnego powodu, specjaliści wskazali, że chodzi prawdopodobnie o obecność w grze dwugłowych krów nazywanych braminami, podczas gdy w hinduizmie bramin to nazwa poważanego kapłana i uczonego. Oryginalna nazwa zwierzęcia, brahmin, jest również podobna do „brahman” – rodzaju wywodzącej się w z Indii krowy, odmiany czczonego przez hindusów bydła zebu.

### Japonia
Na potrzeby rynku japońskiego, Bethesda zmieniła zadanie poboczne „Potęga atomu”, mając na uwadze fakt, że Japończycy po ataku na Hirosimę i Nagasaki są szczególnie przeczuleni na użycie broni atomowej na obszarach mieszkalnych. W międzynarodowej wersji gracz otrzymuje od niejakiego pana Burke’a prośbę o aktywowanie bomby atomowej w osadzie Megatona, którą może przyjąć, zignorować lub odmówić zleceniodawcy. W japońskiej wersji pan Burke jest nieobecny, co uniemożliwia zdetonowanie bomby. W międzynarodowej wersji przenośna wyrzutnia pocisków nuklearnych nazywana jest grubasem (ang. Fat Man), nawiązując do bomby, którą zrzucono na Nagasaki, podczas gdy w wersji japońskiej jej nazwa zmieniona została na „wyrzutnię atomówek”. Według Tetsu Takahashiego, odpowiedzialnego za lokalizację Fallout 3 na rynek japoński z ramienia azjatyckiego oddziału ZeniMaksu, możliwość zdetonowania bomby atomowej i zabijania cywilów niemal doprowadziły do tego, że Computer Entertainment Rating Organization zakazała dystrybucji gry. Po wprowadzeniu zmian, ostatecznie ukazała się ona w Japonii z najwyższą możliwą kategorią wiekową – Z.

## Obsada
| Postać          | Aktor głosowy     | Aktor głosowy         |
| --------------- | ----------------- | --------------------- |
| James           | Liam Neeson       | Grzegorz Wons         |
| John Henry Eden | Malcolm McDowell  | Krzysztof Kolberger   |
| Narrator        | Ron Perlman       | Mariusz Siudziński    |
| Amata Almodovar | Odette Annable    | Matylda Damięcka      |
| Owyn Lyons      | William Basset    | Włodzimierz Bednarski |
| Moira Brown     | Karen Carbone     | Tamara Arciuch        |
| Three Dog       | Erik Todd Dellums | Krzysztof Skiba       |
| Augustus Autumn | Peter Gil         | Jerzy Złotnicki       |